# Seznam dílů seriálu Willy Fog na cestě kolem světa
Toto je seznam dílů seriálu Willy Fog na cestě kolem světa z roku 1984.
Na seriál volně navazuje Willy Fog na cestě za dobrodružstvím, seriál, jenž se skládá ze dvou částí: Cesta do středu Země a 20 000 mil pod mořem.
V českém znění nemají díly název jako ve španělském originále – českými názvy jsou pouhá čísla částí.

## Přehled řad
| Řada | Díly | Premiéra ve Španělsku | Premiéra ve Španělsku | Česká premiéra  | Česká premiéra    |
| Řada | Díly | První díl             | Poslední díl          | První díl       | Poslední díl      |
| ---- | ---- | --------------------- | --------------------- | --------------- | ----------------- |
| 1    | 26   | 8. ledna 1984         | 15. července 1984     | 28. června 1990 | 13. prosince 1990 |

## Seznam dílů
| Č. v seriálu | Původní název                  | Český název | Premiéra ve Španělsku | Česká premiéra     |
| --- | ------------------------------ | ----------- | --------------------- | ------------------ |
| 1 | La apuesta                     | 1. část     | 8. ledna 1984         | 28. června 1990    |
| Willy Fog najme Barnabáše, bývalého cirkusového umělce, aby nahradil sluhu, kterého včera propustil, a zároveň nevědomky najme Barnabášova přítele Čika. Později Fog svým kolegům v londýnském Reformním klubu sdělí, že četl článek, podle něhož lze objet svět za osmdesát dní. Aby svým skeptickým kolegům dokázal, že je to možné, vsadí se o polovinu svého jmění ve výši 40 tisíc liber.                                                      |                                |             |                       |                    |
| 2 | La partida                     | 2. část     | 15. ledna 1984        | 9. září 1990       |
| Když se Fog, Barnabáš a Čiko vydají na cestu, najme pan Sullivan (jeden ze čtveřice, která se vsadila proti Fogovi) mazaného mistra převleků známého jako Chidling, aby výpravu sabotoval. Mezitím inspektor Dix a jeho asistent Bally ze Scotland Yardu zjistí, že Fog odpovídá popisu podezřelého z nedávné loupeže v Anglické bance, a jsou vysláni na jeho stopu.                                                                               |                                |             |                       |                    |
| 3 | Un viaje accidentado           | 3. část     | 22. ledna 1984        | 13. září 1990      |
| Chidling, převlečený za francouzskou dámu, se pokusí svést Foga a jeho skupinu na scestí v Paříži, ale Barnabáš a Čiko mu v tom zabrání v lese na okraji města. V důsledku toho se Fog dozvídá o přítomnosti Čika v jeho společnosti. |                                |             |                       |                    |
| 4 | Se busca a Willy Fog           | 4. část     | 29. ledna 1984        | 20. září 1990      |
| Během zastávky v Suezu ukradne Chidling Fogův pas a naláká cestující do zničeného chrámu. V této epizodě se poprvé objevují Čikovy sluneční hodiny, které se objevují ve všech (kromě jedné) následujících epizodách. |                                |             |                       |                    |
| 5 | Willy Fog y el fantasma        | 5. část     | 5. února 1984         | 23. září 1990      |
| Během plavby do Indie se Fog a jeho skupina setkávají s brigádním generálem Cornem, který je na cestě ke svému pluku ve Váránasí a cestuje s nimi po většinu jejich dobrodružství v Indii. Mezitím Chidlingův nejnovější plán spočívá v tom, že se přestrojí za Foga, aby se vloupal do jeho kajuty. |                                |             |                       |                    |
| 6 | Aventura en la pagoda          | 6. část     | 12. února 1984        | 27. září 1990      |
| Jeho předchozí pokus vydávat se za Foga je zmařen a Chidling se o to pokusí znovu, když cestovatelé dorazí do Bombaje, ale jeho převlek je tak přesvědčivý, že ho Dix a Bally zatknou v domnění, že je to skutečný Fog. Mezitím se Čiko a Barnabáš kvůli své zvědavosti dostanou do problémů s místním náboženským řádem. |                                |             |                       |                    |
| 7 | El expreso de Calcuta          | 7. část     | 19. února 1984        | 30. září 1990      |
| Fog a jeho skupina se dozvídají, že železnice spojující Bombaj a Kalkatu je stále ve výstavbě, a jsou proto nuceni putovat pěšky džunglí do Allahabadu. Chidling rychle využije situace a vydávaje se za místního průvodce začne Foga a jeho skupinu vozit džunglí na ukradeném slonovi. |                                |             |                       |                    |
| 8 | Peligro en la selva            | 8. část     | 26. února 1984        | 4. října 1990      |
| Chidling se pokusí nechat Foga a jeho přátele (které vedl špatným směrem) napospas džungli, ale v cestě mu stojí slon, kterého ukradl. |                                |             |                       |                    |
| 9 | El rescate de Romy             | 9. část     | 4. března 1984        | 7. října 1990      |
| Cestovatelé se setkávají s krásnou princeznou Romy, která má být upálena na pohřební hranici svého zesnulého manžela. Fog je odhodlán ji zachránit, ale aby tak mohl učinit, musí on i ostatní riskovat, že budou sami zajati a zabiti. |                                |             |                       |                    |
| 10 | Un regalo para Parsi           | 10. část    | 11. března 1984       | 11. října 1990     |
| Cestovatelé uniknou z džungle a setkají se s právoplatným majitelem slona, který souhlasí, že je odveze do Allahabadu. Romy se mezitím vzpamatuje z prožitých útrap. Z obavy, že pokud zůstane v Indii, bude pronásledována, souhlasí, že zemi opustí s Fogem a jeho přáteli. |                                |             |                       |                    |
| 11 | El bombín de Rigodón           | 11. část    | 18. března 1984       | 14. října 1990     |
| Krátce po příjezdu do Kalkaty jsou Barnabáš a Čiko zatčeni a obviněni ze znesvěcení chrámu, ze kterého byli v Bombaji vyhnáni. Fog nyní musí udělat vše, co je v jeho silách, aby je osvobodil dříve, než zvedne kotvy loď Rangoon, která vezme cestovatele na další etapu jejich cesty. |                                |             |                       |                    |
| 12 | Tempestad en el mar de China   | 12. část    | 25. března 1984       | 18. října 1990     |
| Romy hledá strýce a tetu, které několik let neviděla. V Singapuru se dozví, že se teta a strýc přestěhovali do Hongkongu. Během plavby však loď zasáhne tajfun. |                                |             |                       |                    |
| 13 | Rigodón cae en la trampa       | 13. část    | 1. dubna 1984         | 25. října 1990     |
| Když se Romy dozví, že její strýc a teta zemřeli, souhlasí, že pojede do Anglie s Fogem a jeho přáteli. Jelikož je Hongkong poslední výspou britského impéria, kterou Fog projede před návratem do Anglie, Dix rozhodnutý zadržet pana Foga na co nejdelší dobu a snaží se k tomu získat pomoc od Barnabáše. Chidling se však převlékne za Dixe, aby situaci ještě více zkomplikoval.                                                               |                                |             |                       |                    |
| 14 | Rumbo a Yokohama               | 14. část    | 8. dubna 1984         | 28. října 1990     |
| Barnabáš a Čiko se probudí po omámení práškem, který jim podal v nápoji Chidling, a ocitnou se na parníku Carnatic, vydáni na milost a nemilost mistru převleků, který se vydává za lodního topiče. Mezitím Fog a Romy, zanechaní v Hongkongu, kromě pátrání po svých zmizelých společnících hledají také jinou loď, která by je odvezla do Japonska.                                                                                               |                                |             |                       |                    |
| 15 | El circo de Akita              | 15. část    | 15. dubna 1984        | 1. listopadu 1990  |
| Barnabáš a Čiko uvíznou v Jokohamě a hledají si práci v místním cirkuse, aby získali peníze na cestu domů, zatímco Fog a Romy (kteří také dorazili do Japonska) je dál hledají. |                                |             |                       |                    |
| 16 | Fiesta en Hawái                | 16. část    | 6. května 1984        | 4. listopadu 1990  |
| Fog a jeho přátelé se plaví přes Pacifik do San Francisca na parníku General Grant. Když jsou nuceni neplánovaně zastavit na Havaji, dozvídají se, že ostrovní princezna je vážně nemocná. Romy se dobrovolně pokusí princeznu zachránit, ale pokud její pokusy selžou, všichni cestující zahynou. |                                |             |                       |                    |
| 17 | Viaje en globo                 | 17. část    | 13. května 1984       | 8. listopadu 1990  |
| Chidling podpálí plachty lodi General Grant a loď musí kvůli opravám zakotvit v Mexiku. Krátce poté do lodi narazí horkovzdušný balón a Fog (který potřebuje za jeden den urazit více než 400 mil) ho od pilota odkoupí. Když se cestující chystají vzlétnout, Dix (který má v plánu získat Fogovu důvěru) a Bally se k nim připojí. |                                |             |                       |                    |
| 18 | En el ferrocarril del Pacífico | 18. část    | 20. května 1984       | 11. listopadu 1990 |
| Po příjezdu do San Francisca cestovatelé poprvé okusí život na Divokém západě. Chidling požádá o pomoc Dingo Kida a jeho bandu zločinců – Foga vyzvou na souboj. |                                |             |                       |                    |
| 19 | La estampida                   | 19. část    | 27. května 1984       | 15. listopadu 1990 |
| Když Fog a jeho přátelé cestují vlakem napříč Spojenými státy, pokusí se Chidling využít divoký terén proti nim. Když sabotuje most přes rokli Medicine Bow, je Fog nucen podstoupit zoufalý hazard a pokusit se nasměrovat vlak přes most maximální rychlostí. |                                |             |                       |                    |
| 20 | Una decisión arriesgada        | 20. část    | 3. června 1984        | 22. listopadu 1990 |
| Vlak je napaden americkými indiány, ale Fogovi, Barnabášovi, Dixovi a Ballymu se je podaří zahnat. Krátce nato však Chidling (převlečený za jednoho z indiánů) napadne strojvedoucího a topiče a vlak se vymkne kontrole. Barnabáš a Čiko, vyslaní na průzkum, jsou nakonec indiány zajati, a přestože se vlak nakonec podaří dostat zpět pod kontrolu, Fog není ochoten pokračovat v cestě bez nich.                                               |                                |             |                       |                    |
| 21 | Un tren muy especial           | 21. část    | 10. června 1984       | 25. listopadu 1990 |
| Cestovatelé se znovu setkávají a nyní musí překonat více než 100 mil drsným terénem, aby se dostali do Omahy. Chidling vede bandu zločinců, kteří přepadnou dostavník, jehož kočí našel cestovatele v prérii a souhlasil, že je odveze do cíle. |                                |             |                       |                    |
| 22 | El regreso de Rigodón          | 22. část    | 17. června 1984       | 29. listopadu 1990 |
| Protože železnice spojující Chicago a Buffalo je kvůli hustému sněžení uzavřena, Fog a jeho přátelé plánují přeplout Velká jezera na člunu. Během cesty Čiko onemocní a cestovatelé jsou nuceni hledat úkryt ve srubu, dokud se neuzdraví. |                                |             |                       |                    |
| 23 | Destino: Nueva York            | 23. část    | 24. června 1984       | 2. prosince 1990   |
| Protože cestovatelé právě zmeškali loď, na které chtěli odplout domů, zamluví si cestu na nákladní lodi Henrietta, která směřuje do Bordeaux. Tím však riskují, že pokud nepoplují přímo do Anglie, zmeškají termín. Když se kapitán lodi Andrew Speedy stane obětí jedné z Chidlingových pastí a potřebuje lékařské ošetření, nařídí Fogovi, aby zamířil do nejbližšího přístavu. Naštěstí je nejbližším přístavem Liverpool, Fogův zamýšlený cíl. |                                |             |                       |                    |
| 24 | Motín en el Henrietta          | 24. část    | 1. července 1984      | 6. prosince 1990   |
| Když se zásoby uhlí na lodi Henrietta vyčerpají v boji s hurikánem, Fog loď koupí a dřevo na palubě hodlá použít jako palivo. Na konci epizody z lodi zůstane jen kovová kostra. |                                |             |                       |                    |
| 25 | El arresto de Willy Fog        | 25. část    | 8. července 1984      | 9. prosince 1990   |
| Po příjezdu do Liverpoolu Dix oznamuje panu Fogovi, že ho zatýká. Ačkoli je Fog brzy propuštěn (protože skutečný bankovní lupič je již ve vazbě), má spolu s přáteli na cestu do Londýna jen několik hodin a jediným dostupným vlakem je nákladní vlak. Aby se situace zkomplikovala, čeká skupinu poslední setkání s Chidlingem, který je odhodlán Foga jednou provždy zastavit.                                                                   |                                |             |                       |                    |
| 26 | Decisión final                 | 26. část    | 15. července 1984     | 13. prosince 1990  |
| Fog sázku těsně prohrál a s ní i většinu svého jmění, které mu zbylo po všech výdajích na cestu. Romy ho následně požádá o ruku. Fog souhlasí, a zatímco Barnabáš a Čiko zařizují vše potřebné, zjišťují, že zapomněli započítat překročení mezinárodní datové linie, a tak se domnívají, že je o den později, než ve skutečnosti je. Následuje závod s časem, aby se dostali do Reformního klubu dříve, než lhůta skutečně vyprší.                 |                                |             |                       |                    |